# NGC 2340
NGC 2340 is een elliptisch sterrenstelsel in het sterrenbeeld Lynx. Het hemelobject werd op 9 februari 1788 ontdekt door de Duits-Britse astronoom William Herschel.

## Synoniemen
- UGC 3720
- MCG 8-13-96
- ZWG 234.91
- PGC 20338